# AMD-Radeon-400-Serie

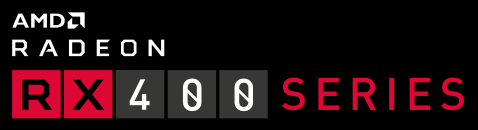
Logo der RX-400-Modelle

Die Radeon-400-Serie (Codename: „Polaris“) ist eine Serie von Grafikchips der Firma AMD und Nachfolger der Radeon-R300-Serie. Die Radeon-RX-500-Serie wiederum löst die 400-Serie als deren Nachfolger ab.

## Beschreibung
AMD präsentierte auf der Computex die Radeon-400-Serie und kündigte der Verkaufsstart der Radeon RX 480 für den 29. Juni 2016 an. Während Nvidia mit ihrer Konkurrenzserie Geforce 10 weitgehend alle Marktsegmente abdeckte, visierte AMD primär den mittleren Performancesektor an. Auf Produkte im High-End- bzw. Enthusiast-Sektor verzichtete AMD. Einen Schwerpunkt der Radeon-400-Serie stellen die beiden Polaris-Grafikprozessoren (Polaris 10 und Polaris 11) dar, die die GCN-Architektur erstmals in der 4. Ausbaustufe verwenden. Sie kommen nur auf den Retail-Desktop-Modellen zum Einsatz (erkennbar an dem „RX“ Kürzel im Verkaufsnamen); auf den OEM- und Mobile-Modellen kommen dagegen ausschließlich Grafikprozessoren älterer Generationen zum Einsatz (teilweise unter neuen Verkaufsnamen).
Es gibt zwei verschiedene Polaris-Grafikprozessoren: Polaris 10 und Polaris 11. Die Polaris 10 GPU hat eine Die-Fläche von 232 mm² und insgesamt 5.7 Mrd. Transistoren. Diese besitzt 2304 Shader- und 144 Textureinheiten in 36 Clustern sowie ein 256 Bit Speicherinterface. Mit circa. 3.0 Mrd. Transistoren und einer Die-Fläche von 146 mm² ist der Polaris 11 Chip im Vergleich zum Polaris 10 Chip um circa. 37 % kleiner, da er auch nur über 1024 Shader- und 64 Textureinheiten in 16 Clustern verfügt, und ist dementsprechend auch leistungsschwächer. Beide Grafikprozessoren werden von Globalfoundries im 14-Nanometer-FinFET-Verfahren gefertigt (14LPP), was eine Packdichte von 24,57 Mio. Transistoren pro Quadratmillimeter ermöglicht. In Vergleich dazu wurde der Vorgänger Fiji in 28-Nanometer gefertigt und hatte circa. 39 % Transistoren weniger pro mm² mit 14,93 Mio/mm². AMD gibt an, dass das neue Fertigungsverfahren die Performance pro Watt um den Faktor 1,7 im Vergleich zur älteren 28 nm Fertigung von TSMC verbessert. Aufgrund zusätzlichen Architekturverbesserungen soll der Faktor gegenüber einer älteren Radeon R9 270 sogar bei 2,8 liegen. Die Polaris-Grafikprozessoren nutzen die GCN 4.0 Architektur. In Vergleich zur GCN 3.0 Architektur wurden der L2-Cache, Speichercontroller, Command- und Geometrie-Prozessor, die Compute Units, die Multimedia-Einheit und die Display-Engine überarbeitet. Zur Verbesserung der Energieeffizienz beherrscht Polaris 11 erstmals „Power Gating“, d. h., dass die GPU einzelne Shadercluster (Compute Unit) komplett abschalten kann, was den Energieverbrauch bei geringen Auslastungen erheblich verbessert.
In der Radeon RX 480, die am 10. Juni 2016 von AMD vorgestellt wurde, wurde der Polaris-Grafikprozessor zum ersten Mal verwendet. Dieser kommt auf der Radeon RX 480 im Vollausbau zum Einsatz, wobei zwei Varianten mit einem 4 GB und einem 8 GB Videospeicher existieren. Die 8-GByte-Version erreicht annähernd die Performance der Geforce GTX 1060 (6 GB) von Nvidia (diese weist gegenüber der Radeon RX 480 eine rund 5 – 6 % höhere Performance auf). Bei einem Listenpreis von 256,- € wurde dieser in der Fachpresse beim Verkaufsstart das mutmaßlich beste Preis-Leistungs-Verhältnis bescheinigt, was zu entsprechend positiven Bewertungen führte. Für die 4-GByte-Version legte AMD den Listenpreis auf 214,- € fest. Da bei Benchmarktests festgestellt werden konnte, dass die Radeon RX 480 grundsätzlich durch ihre Speicherbandbreite limitiert wird, wirkt sich der Umstand, dass bei der 4-Gbyte-Version der Speichertakt abgesenkt worden ist, trotz identischen Chiptakts, entsprechend auf die Performance aus. Die Radeon RX 480 ist mit einem 60 mm großen Lüfter ausgestattet, der an der rechten Seite der Grafikkarte angebracht ist. Damit versucht AMD sich wie NVIDIA an einem Blower-Design, wobei der besagte Radiallüfter die kühle Luft am Lüfter ansaugt und sie durch den Kühler presst. Die übrige warme Luft wird dabei zum größten Teil durch die 2-Slot große Slotblende hinausgeblasen. Bei der Energieeffizienz konnten deutliche Fortschritte gegenüber der Vorgängergeneration festgestellt werden, allerdings wurde das Niveau der Nvidia-Konkurrenz nicht erreicht. Für massive Kritik in der Fachpresse sorgte der Umstand, dass AMD mit einem Power Target von 170 Watt bei nur einem 6-Pol-Stecker die offiziellen PCI-Spezifikationen verletzte. So konnten zahlreiche Hardwaretester nachweisen, dass die Radeon RX 480 teilweise deutlich mehr als die offiziell erlaubten 75 Watt über den PCI Express Slot bezieht.
Die Radeon RX 470, die am 4. August 2016 erschien, basiert ebenfalls auf dem Polaris-10-Grafikprozessor. Allerdings ist dieser auf der Radeon RX 470 teildeaktiviert. So sind vier Shadercluster deaktiviert, so dass nur noch 2048 Shader- und 128 Textureinheiten aktiv sind. Wie bereits bei der Radeon RX 480 gibt es erneut eine 4- und eine 8-Gbyte-Variante, allerdings verfügen nun beide Versionen über denselben Speichertakt. Mit einem Listenpreis von 215 € wurde die Karte relativ positiv in der Fachpresse bewertet, teilweise begünstigt durch den Umstand, dass Nvidia kein unmittelbares Konkurrenzangebot aufbot. Ausschließlich für den chinesischen Markt brachte AMD noch die Radeon RX 470D heraus, bei welcher vier weitere Shadercluster deaktiviert wurden.
Die Radeon RX 460, die am 29. Juni 2016 vorgestellt wurde, basiert auf einem teildeaktivierten Polaris 11 Chip und wurde in zwei Varianten vorgestellt, eine mit 2 GB VRAM und eine mit 4 GB VRAM. Von den 16 Clustern wurden bei der Radeon RX 460 nur 14 Cluster genutzt. Standardmäßig wurde 1,09 GHz als Standard Takt festgelegt und 1,2 GHz als Boost Takt gewählt. In Benchmarks musste sich die RX 460 der Nvidia Konkurrenz GTX 1050 um circa. 32 % geschlagen geben. Im Gegensatz zur RX 480 wurde keine Referenzkarte von der RX 460 veröffentlicht. Eine RX 460 mit 2 GB VRAM sollte laut AMD zu Release 119 Euro kosten und eine RX 460 mit 4 GB VRAM sollte 139 Euro kosten. Im Allgemeinen kam die RX 460 bei der Fachpresse gut an. Besonders die hohe Energieeffizienz bei Teillast (Powergating pro Compute Unit) wurde gelobt. Allerdings wurde auch oft kritisiert, dass die Grafikkarte nur einen teildeaktivierten Polaris 11 Chip beherbergt. Ein vollaktivierter Polaris 11 Chip hätte der Grafikkarte einen spürbaren Performanceschub gegeben.

## Nachfolger
Die AMD-Radeon-500-Serie folgte ziemlich schnell, weniger als 10 Monate nach dem Release der RX 480 wurde die gesamte 500-Serie am 18. April 2017 auf den Markt gebracht. Die Preise, aber auch die Leistung liegen spürbar unter denen einer GTX 1070 bzw. GTX 1080. Damit ist die Zielgruppe in etwa gleich geblieben.

## Datenübersicht

### Grafikprozessoren
| Grafik- chip           | Archi- tektur | Fertigung | Fertigung      | Fertigung   | Einheiten          | Einheiten | Einheiten           | Einheiten       | Einheiten       | Einheiten       | L2- Cache | API-Support | API-Support | API-Support | API-Support | Video- pro- zessor | Bus- Schnitt- stelle |
| Grafik- chip           | Archi- tektur | Pro- zess | Transi- storen | Die- Fläche | ROP- Parti- tionen | ROPs      | Unified-Shader      | Unified-Shader  | Textureinheiten | Textureinheiten | L2- Cache | DirectX     | OpenGL      | OpenCL      | Vulkan      | Video- pro- zessor | Bus- Schnitt- stelle |
| Grafik- chip           | Archi- tektur | Pro- zess | Transi- storen | Die- Fläche | ROP- Parti- tionen | ROPs      | Stream- prozessoren | Shader- Cluster | TAUs            | TMUs            | L2- Cache | DirectX     | OpenGL      | OpenCL      | Vulkan      | Video- pro- zessor | Bus- Schnitt- stelle |
| ---------------------- | ------------- | --------- | -------------- | ----------- | ------------------ | --------- | ------------------- | --------------- | --------------- | --------------- | --------- | ----------- | ----------- | ----------- | ----------- | ------------------ | -------------------- |
| Oland                  | GCN 1         | 28 nm     | 1,04 Mrd.      | 090 mm²     | k. A.              | 08        | 0384                | 06              | 024             | 024             | 0256 kB   | 11.1        | 4.6+        | 1.2+        | 1.0         | UVD 3.1            | PCIe 3.0             |
| Cape-Verde             | GCN 1         | 28 nm     | 1,50 Mrd.      | 123 mm²     | k. A.              | 16        | 0640                | 10              | 040             | 040             | 0512 kB   | 11.1        | 4.6+        | 1.2+        | 1.0         | UVD 3.1            | PCIe 3.0             |
| Bonaire                | GCN 2         | 28 nm     | 2,08 Mrd.      | 160 mm²     | k. A.              | 16        | 0896                | 14              | 056             | 056             | 0512 kB   | 12.0        | 4.6+        | 2.0+        | 1.1         | UVD 4.2            | PCIe 3.0             |
| Tonga                  | GCN 3         | 28 nm     | 5,00 Mrd.      | 359 mm²     | k. A.              | 32        | 2048                | 32              | 128             | 128             | 0768 kB   | 12.0        | 4.6+        | 2.0+        | 1.1         | UVD 5.0            | PCIe 3.0             |
| Polaris 10 (Ellesmere) | GCN 4         | 14 nm     | 5,70 Mrd.      | 232 mm²     | k. A.              | 32        | 2304                | 36              | 144             | 144             | 2048 kB   | 12.0        | 4.6+        | 2.0+        | 1.1         | UVD 6.3            | PCIe 3.0             |
| Polaris 11 (Baffin)    | GCN 4         | 14 nm     | 3,00 Mrd.      | 123 mm²     | k. A.              | 16        | 1024                | 16              | 064             | 064             | 1024 kB   | 12.0        | 4.6+        | 2.0+        | 1.1         | UVD 6.3            | PCIe 3.0             |

### Desktop-Modelle
| Modell         | Offizieller Launch | Grafikprozessor (GPU) | Grafikprozessor (GPU) | Grafikprozessor (GPU) | Grafikprozessor (GPU) | Grafikprozessor (GPU) | Grafikprozessor (GPU) | Grafikprozessor (GPU) | Grafikspeicher  | Grafikspeicher | Grafikspeicher      | Leistungsdaten             | Leistungsdaten             | Leistungsdaten | Leistungsdaten | Leistungsdaten       | Leistungsaufnahme | Leistungsaufnahme | Leistungsaufnahme |
| Modell         | Offizieller Launch | Typ                   | Aktive Einheiten      | Aktive Einheiten      | Aktive Einheiten      | Aktive Einheiten      | Chiptakt              | Chiptakt              | Speicher- größe | Speicher- takt | Speicher- interface | Rechenleistung (in GFlops) | Rechenleistung (in GFlops) | Pixelfüllrate  | Texelfüllrate  | Speicher- bandbreite | TBP               | Messwerte         | Messwerte         |
| Modell         | Offizieller Launch | Typ                   | ROPs                  | Shader- Cluster       | ALUs                  | Textur- einheiten     | Standard              | Boost                 | Speicher- größe | Speicher- takt | Speicher- interface | SP (MAD)                   | DP (FMA)                   | Pixelfüllrate  | Texelfüllrate  | Speicher- bandbreite | TBP               | Idle              | 3D-Last           |
| -------------- | ------------------ | --------------------- | --------------------- | --------------------- | --------------------- | --------------------- | --------------------- | --------------------- | --------------- | -------------- | ------------------- | -------------------------- | -------------------------- | -------------- | -------------- | -------------------- | ----------------- | ----------------- | ----------------- |
| Radeon R5 430  | 30. Jun. 2016      | Oland                 | 8                     | 6                     | 384                   | 24                    | 730 MHz               | 780 MHz               | 1–2 GB DDR3     | 900 MHz        | 128 Bit             | 560                        | 37                         | 5,8 GP/s       | 17,5 GT/s      | 28,8 GB/s            | 50 W              | k. A.             | k. A.             |
| Radeon R5 435  | 30. Jun. 2016      | Oland                 | 8                     | 5                     | 320                   | 20                    | 1030 MHz              | -                     | 2 GB DDR3       | 1000 MHz       | 64 Bit              | 659                        | 41                         | 8,2 GP/s       | 20,6 GT/s      | 16 GB/s              | 50 W              | k. A.             | k. A.             |
| Radeon R7 430  | 30. Jun. 2016      | Oland                 | 8                     | 6                     | 384                   | 24                    | 730 MHz               | 780 MHz               | 2–4 GB DDR3     | 900 MHz        | 128 Bit             | 560                        | 37                         | 5,8 GP/s       | 17,5 GT/s      | 28,8 GB/s            | 50 W              | k. A.             | k. A.             |
| Radeon R7 430  | 30. Jun. 2016      | Oland                 | 8                     | 6                     | 384                   | 24                    | 730 MHz               | 780 MHz               | 1–2 GB GDDR5    | 2250 MHz       | 128 Bit             | 560                        | 37                         | 5,8 GP/s       | 17,5 GT/s      | 72 GB/s              | 50 W              | k. A.             | k. A.             |
| Radeon R7 435  | 30. Jun. 2016      | Oland                 | 8                     | 5                     | 320                   | 20                    | 920 MHz               | -                     | 2 GB DDR3       | 1000 MHz       | 64 Bit              | 589                        | 37                         | 7,4 GP/s       | 18,4 GT/s      | 16 GB/s              | 50 W              | k. A.             | k. A.             |
| Radeon R7 450  | 30. Jun. 2016      | Cape-Verde            | 16                    | 8                     | 512                   | 32                    | 1050 MHz              | -                     | 2 GB GDDR5      | 2250 MHz       | 128 Bit             | 1075                       | 65                         | 16,8 GP/s      | 33,6 GT/s      | 72 GB/s              | 65 W              | k. A.             | k. A.             |
| Radeon R7 455  | 30. Jun. 2016      | Bonaire               | 16                    | 12                    | 768                   | 48                    | 1050 MHz              | -                     | 2 GB GDDR5      | 3250 MHz       | 128 Bit             | 1613                       | 101                        | 16,8 GP/s      | 50,4 GT/s      | 104 GB/s             | 100 W             | k. A.             | k. A.             |
| Radeon RX 460  | 8. Aug. 2016       | Polaris 11            | 16                    | 14                    | 896                   | 56                    | 1090 MHz              | 1200 MHz              | 2–4 GB GDDR5    | 3500 MHz       | 128 Bit             | 1953                       | 122                        | 17,4 GP/s      | 61 GT/s        | 112 GB/s             | 75 W              | 10 W              | 070 W             |
| Radeon RX 470D | 21. Okt. 2016      | Polaris 10            | 32                    | 28                    | 1792                  | 112                   | 926 MHz               | 1206 MHz              | 4–8 GB GDDR5    | 3500 MHz       | 256 Bit             | 3319                       | 207                        | 29,6 GP/s      | 103,7 GT/s     | 224 GB/s             | 110 W             | 14 W              | 125 W             |
| Radeon RX 470  | 4. Aug. 2016       | Polaris 10            | 32                    | 32                    | 2048                  | 128                   | 926 MHz               | 1206 MHz              | 4–8 GB GDDR5    | 3300 MHz       | 256 Bit             | 3793                       | 237                        | 29,6 GP/s      | 118,5 GT/s     | 211 GB/s             | 120 W             | 14 W              | 138 W             |
| Radeon RX 480  | 29. Juni 2016      | Polaris 10            | 32                    | 36                    | 2304                  | 144                   | 1120 MHz              | 1266 MHz              | 4 GB GDDR5      | 3500 MHz       | 256 Bit             | 5161                       | 323                        | 35,8 GP/s      | 161,3 GT/s     | 224 GB/s             | 150 W             | 16 W              | 160 W             |
| Radeon RX 480  | 29. Juni 2016      | Polaris 10            | 32                    | 36                    | 2304                  | 144                   | 1120 MHz              | 1266 MHz              | 8 GB GDDR5      | 4000 MHz       | 256 Bit             | 5161                       | 323                        | 35,8 GP/s      | 161,3 GT/s     | 256 GB/s             | 150 W             | 16 W              | 164 W             |

### Notebook-Modelle
| Modell          | Offizieller Launch | Grafikprozessor (GPU) | Grafikprozessor (GPU) | Grafikprozessor (GPU) | Grafikprozessor (GPU) | Grafikprozessor (GPU) | Grafikprozessor (GPU) | Grafikprozessor (GPU) | Grafikspeicher  | Grafikspeicher | Grafikspeicher      | Leistungsdaten             | Leistungsdaten             | Leistungsdaten | Leistungsdaten | Leistungsdaten       | TBP   |
| Modell          | Offizieller Launch | Typ                   | Aktive Einheiten      | Aktive Einheiten      | Aktive Einheiten      | Aktive Einheiten      | Chiptakt              | Chiptakt              | Speicher- größe | Speicher- takt | Speicher- interface | Rechenleistung (in GFlops) | Rechenleistung (in GFlops) | Pixelfüllrate  | Texelfüllrate  | Speicher- bandbreite | TBP   |
| Modell          | Offizieller Launch | Typ                   | ROPs                  | Shader- Cluster       | ALUs                  | Textur- einheiten     | Standard              | Boost                 | Speicher- größe | Speicher- takt | Speicher- interface | SP (MAD)                   | DP (FMA)                   | Pixelfüllrate  | Texelfüllrate  | Speicher- bandbreite | TBP   |
| --------------- | ------------------ | --------------------- | --------------------- | --------------------- | --------------------- | --------------------- | --------------------- | --------------------- | --------------- | -------------- | ------------------- | -------------------------- | -------------------------- | -------------- | -------------- | -------------------- | ----- |
| Radeon R5 M420  | 15. Mai 2016       | Oland                 | 8                     | 5                     | 320                   | 20                    | 780 MHz               | 855 MHz               | 2 GB DDR3       | 1000 MHz       | 64 Bit              | 499                        | k. A.                      | 6,2 GP/s       | 15,6 GT/s      | 16 GB/s              | 20 W  |
| Radeon R5 M430  | 15. Mai 2016       | Oland                 | 8                     | 5                     | 320                   | 20                    | 1030 MHz              | -                     | 2 GB DDR3       | 1000 MHz       | 64 Bit              | 659                        | k. A.                      | 8,2 GP/s       | 20,6 GT/s      | 16 GB/s              | 20 W  |
| Radeon R5 M435  | 15. Mai 2016       | Oland                 | 8                     | 5                     | 320                   | 20                    | 780 MHz               | 855 MHz               | 4 GB GDDR5      | 2000 MHz       | 64 Bit              | 499                        | k. A.                      | 6,2 GP/s       | 15,6 GT/s      | 32 GB/s              | 20 W  |
| Radeon R7 M440  | 15. Mai 2016       | Oland                 | 8                     | 5                     | 320                   | 20                    | 1021 MHz              | -                     | 4 GB DDR3       | 1000 MHz       | 64 Bit              | 653                        | k. A.                      | 8,2 GP/s       | 20,4 GT/s      | 16 GB/s              | 20 W  |
| Radeon R7 M445  | 15. Mai 2016       | Oland                 | 8                     | 5                     | 320                   | 20                    | 780 MHz               | 920 MHz               | 4 GB GDDR5      | 2000 MHz       | 64 Bit              | 499                        | k. A.                      | 6,2 GP/s       | 15,6 GT/s      | 32 GB/s              | 20 W  |
| Radeon R7 M460  | 15. Mai 2016       | Oland                 | 8                     | 6                     | 384                   | 24                    | 1100 MHz              | 1125 MHz              | 2 GB DDR3       | 900 MHz        | 64 Bit              | 844                        | k. A.                      | 8,8 GP/s       | 26,4 GT/s      | 14,4 GB/s            | k. A. |
| Radeon R7 M465  | 15. Mai 2016       | Oland                 | 8                     | 6                     | 384                   | 24                    | 825 MHz               | 960 MHz               | 4 GB GDDR5      | 1000 MHz       | 64 Bit              | 634                        | k. A.                      | 6,2 GP/s       | 15,6 GT/s      | 32 GB/s              | k. A. |
| Radeon R7 M465  | 15. Mai 2016       | Oland                 | 8                     | 6                     | 384                   | 24                    | 825 MHz               | 960 MHz               | 4 GB GDDR5      | 1150 MHz       | 128 Bit             | 634                        | k. A.                      | 6,2 GP/s       | 15,6 GT/s      | 73,8 GB/s            | k. A. |
| Radeon R7 M465X | 15. Mai 2016       | Cape-Verde            | 16                    | 8                     | 512                   | 32                    | 900 MHz               | 925 MHz               | 4 GB GDDR5      | 1125 MHz       | 128 Bit             | 921                        | k. A.                      | 14,4 GP/s      | 28,8 GT/s      | 72 GB/s              | k. A. |
| Radeon R9 M470  | 15. Mai 2016       | Bonaire               | 16                    | 12                    | 768                   | 48                    | 900 MHz               | 1000 MHz              | 4 GB GDDR5      | 1500 MHz       | 128 Bit             | 1382                       | k. A.                      | 14,4 GP/s      | 43,2 GT/s      | 96 GB/s              | 75 W  |
| Radeon R9 M470X | 15. Mai 2016       | Bonaire               | 16                    | 14                    | 896                   | 56                    | 1000 MHz              | 1100 MHz              | 4 GB GDDR5      | 1500 MHz       | 128 Bit             | 1792                       | k. A.                      | 16 GP/s        | 56 GT/s        | 96 GB/s              | 75 W  |
| Radeon R9 M485X | 15. Mai 2016       | Tonga                 | 32                    | 32                    | 2048                  | 128                   | 723 MHz               | -                     | 8 GB GDDR5      | 1250 MHz       | 256 Bit             | 2961                       | k. A.                      | 23,1 GP/s      | 92,5 GT/s      | 160 GB/s             | 100 W |